# Столяров Микола Георгійович
Мико́ла Гео́ргійович Столяро́в (рос. Николай Георгиевич Столяров; 22 травня 1922 — 23 лютого 1993) — радянський військовий льотчик-штурмовик, учасник Другої світової війни, гвардії полковник. Двічі Герой Радянського Союзу (1944, 1945).

## Біографія
Народився 22 травня 1922 року в місті Казань (Татарстан, Росія) в робітничій родині. Росіянин. Член КПРС з 1944 року.
Закінчив 10 класів і Казанський аероклуб Тсоавіахіму. До лав РСЧА призваний у квітні 1941 року. У тому ж році закінчив Свердловську військову авіаційну школу.
На фронтах німецько-радянської війни з грудня 1942 року. Воював на Калінінському, Воронезькому, Степовому, 2-му та 1-му Українських фронтах. Льотчик, згодом — командир авіаційної ланки 667-го штурмового авіаційного полку 292-ї штурмової авіаційної дивізії 1-го штурмового авіаційного корпусу 5-ї повітряної армії.
У 1944–1945 роках — заступник командира ескадрильї, командир ескадрильї, штурман 141-го гвардійського штурмового авіаційного полку (3-я гвардійська штурмова авіаційна дивізія, 1-й гвардійський штурмовий авіаційний корпус, 2-а повітряна армія).
Всього за роки війни здійснив понад 180 успішних бойових вильотів, у повітряних боях збив 8 літаків супротивника.
У 1946 році закінчив Полтавську вищу офіцерську школу штурманів, у 1954 році — Військово-повітряну академію. Був штурманом і заступником командира авіаційного полку. З 1956 року підполковник М. Г. Столяров — у запасі. У 1975 році присвоєне військове звання полковник.
Мешкав у Москві, де й помер 23 лютого 1993 року. Похований на Троєкурівському цвинтарі.

## Нагороди
Указом Президії Верховної Ради СРСР від 1 липня 1944 року за бойові подвиги, мужність і героїзм, виявлені у повітряних боях з авіацією супротивника, успішні штурмові удари по супротивнику під час Курської битви, форсування Дніпра, відвоювання Полтави, Кременчука і Кіровограда, лейтенанту Столярову Миколі Георгійовичу присвоєне звання Героя Радянського Союзу з врученням ордена Леніна і медалі «Золота Зірка» (№ 1979).
Указом Президії Верховної Ради СРСР від 27 червня 1945 року за нові бойові подвиги, відзнаку при виконання бойових завдань командування під час Корсунь-Шевченківської, Львівсько-Сандомирської, Берлінської і Празької операцій, відвагу і самовідданість, гвардії капітан Столяров Микола Георгійович нагороджений другою медаллю «Золота Зірка» (№ 71/ІІ).
Нагороджений також двома орденами Червоного Прапора (19.09.1943, 29.01.1944), орденом Олександра Невського (22.02.1945), двома орденами Вітчизняної війни 1-го ступеня (02.08.1943, 06.04.1985), орденом Вітчизняної війни 2-го ступеня (17.07.1944) й медалями.

## Пам'ять
У місті Казань встановлене бронзове погруддя М. Г. Столярова роботи скульпторки Віри Мухіної.